# Michael Martin Murphey
Michael Martin Murphey (Dallas, 14 marzo 1945) è un cantautore statunitense di musica western, country e folk.

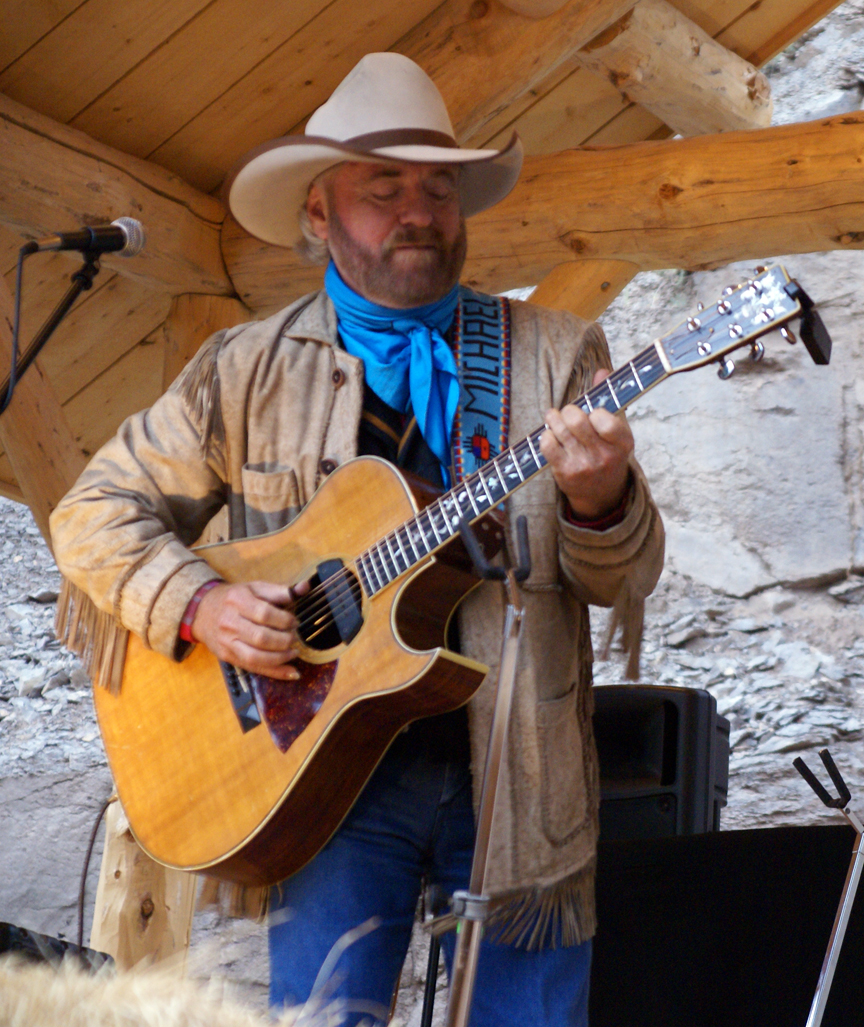
Murphey in concerto nel 2009

Tra i musicisti country più popolari negli Stati Uniti, Murphey è anche un polistrumentista.
Ha ottenuto due nomination Grammy, e ha ottenuto sei dischi d'oro.
Murphey ha inciso divers hit country, tra cui, Wildfire, Carolina in the Pines, What's Forever For, A Long Line of Love, What She Wants, Don't Count the Rainy Days e Geronimo's Cadillac.
È anche l'autore della canzone ufficiale dello stato del New Mexico "The Land of Enchantment.
Nella sua carriera ha collaborato con numerosi artisti, tra i quali John Denver, Kenny Rogers, Earl Scruggs, Willie Nelson, Johnny Cash e numerosi altri.

## Vita privata

### Relazioni e vita privata
Murphey si è sposato 4 volte:
- Diana Vero (1967-1974)
- Caroline Hogue (1973-1978)
- Mary Maciukas (1980-2001)
- Karen McCoy (2003-2015)

Ha inoltre due figli, Ryan Murphey e Brennan Murphey.
Cristiano e conservatore, egli si è sempre battuto per i diritti dei proprietari terrieri e dei rancher statunitensi.

## Discografia
- Geronimo's Cadillac (1972)
- Cosmic Cowboy Souvenir (1973)
- Michael Murphey (1974)
- Blue Sky – Night Thunder (1975)
- Swans Against the Sun (1976)
- Flowing Free Forever (1976)
- Lone Wolf (1978)
- Peaks, Valleys, Honky Tonks & Alleys (1979)
- Hard Country (1981)
- Michael Martin Murphey (1982)
- The Heart Never Lies (1983)
- Tonight We Ride (1986)
- Americana (1987)
- River of Time (1988)
- Land of Enchantment (1989)
- Cowboy Songs (1990)
- Cowboy Christmas: Cowboy Songs II (1991)
- Cowboy Songs III (1993)
- Sagebrush Symphony (1995)
- The Horse Legends (1997)
- Cowboy Songs Four (1998)
- Acoustic Christmas Carols (1999)
- Playing Favorites (2001)
- Cowboy Classics: Playing Favorites II (2002)
- Cowboy Christmas III (2002)
- Live at Billy Bob's Texas (2004)
- Heartland Cowboy: Cowboy Songs, Vol. 5 (2006)
- Buckaroo Blue Grass (2009)
- Lone Cowboy (2010)
- Buckaroo Blue Grass II (2010)
- Tall Grass & Cool Water (2011)
- Campfire on the Road (2012)
- Red River Drifter (2013)
- High Stakes (2016)
- Austinology - Alleys of Austin (2018)
- Cowboy Christmas Live (Austin) (2019) - registrato dal vivo a Austin, Texas
- Road Beyond the View (2022)